# Mariano Arista
Mariano Arista född 26 juli, 1802, San Luis Potosi, död 7 augusti 1855, ombord SS Tagus, Lissabon, Portugal, var mexikansk militär och landets president 1851-1853.